# Olivier Ier de Clisson
Pour les articles homonymes, voir Olivier (homonymie) et Clisson (homonymie).
Olivier Ier de Clisson (vers 1205 - 1262) était une personnalité bretonne.
Il s'est opposé au duc de Bretagne, Jean Ier de Bretagne.

## Présentation
Un des plus illustres représentants de la famille de Clisson, il est encore appelé Olivier le Vieil. Fils de Guillaume de Clisson et de Constance de Pontchâteau (née vers 1190 et morte en 1244), il devint, selon l'usage du temps, par le second mariage de sa mère en 1225, avec le seigneur Hervé Ier (né vers 1195 et mort en 1236), héritier du château de Blain.[source insuffisante]
Olivier était un homme autoritaire qui ne supportait pas la contradiction, allait droit devant l'obstacle quel qu'il fût. Il osa s'en prendre au duc de Bretagne, Jean Ier le Roux, et guerroya contre lui. Il sortit bien amoindri de cette lutte, le duc lui confisqua ses terres et l'obligea à démanteler ses châteaux. L'obligeant à capituler, le duc ne daigna même pas traiter avec Olivier Ier ; il préféra s'adresser à son fils, Olivier le Jeune, né du mariage d'Olivier Ier avec Plaisou de La Roche-Derrien, fille de Conan Ier de Penthièvre (1160-1202).[source insuffisante]